# Khalifa St. Fort
Khalifa St. Fort (* 13. Februar 1998 in Miami) ist eine Sprinterin aus Trinidad und Tobago, die sich auf den 100-Meter-Lauf spezialisiert.

## Sportliche Laufbahn
Erste internationale Erfahrungen sammelte Khalifa St. Forrt bei den Jugendweltmeisterschaften 2015 in Cali, bei denen sie in 11,19 s die Silbermedaille über 100 Meter gewann. Anschließend siegte sie in 11,31 s bei den Panamerikanischen Juniorenmeisterschaften in Edmonton und belegte mit der trinidadisch-tobagischen 4-mal-100-Meter-Staffel in 47,11 s Rang vier. Damit empfahl sie sich für die Teilnahme an den Weltmeisterschaften in Peking, bei denen sie durch einen Vorlaufeinsatz zum Gewinn der Bronzemedaille durch das Team aus Trinidad und Tobago beitrug. Im Jahr darauf siegte sie in 11,40 s bei den CARIFTA-Games in St. George’s und gewann bei den U20-Weltmeisterschaften im polnischen Bydgoszcz mit 11,18 s die Bronzemedaille. Mit der Staffel nahm sie im August an den Olympischen Spielen in Rio de Janeiro teil und belegte mit einer Zeit von 42,12 s im Finale den fünften Platz.
2017 siegte sie über 100 und 200 Meter bei den CARIFTA-Games in Willemstad und kam bei den World Relays auf den Bahamas nicht ins Ziel. Bei den Panamerikanischen Juniorenmeisterschaften im peruanischen Trujillo siegte sie über 100 Meter in 11,32 s. Zudem qualifizierte sie sich erneut für die Weltmeisterschaften in London, bei denen sie über 100 Meter mit 11,44 s bereits in der ersten Runde ausschied. Im Staffelbewerb kam sie in 42,62 s auf Rang sechs. 2018 nahm sie erstmals an den Commonwealth Games im australischen Gold Coast teil und wurde dort mit 11,37 s Sechste im Einzelbewerb über 100 Meter sowie in 43,50 s Vierte mit der Staffel. Im Juli gewann sie bei den Zentralamerika- und Karibikspielen (CAC) in Barranquilla in 11,15 s die Silbermedaille hinter der Jamaikanerin Jonielle Smith. Auch mit der Staffel sicherte sie sich in 43,61 s die Silbermedaille. Anschließend belegte sie bei den NACAC-Meisterschaften in Toronto in 11,28 s den sechsten Platz. 2021 nahm sie mit der 4-mal-100-Meter-Staffel an den Olympischen Spielen in Tokio teil, verpasste dort aber in 43,62 s den Finaleinzug.
2016 wurde St. Fort Trinidadisch-tobagische Meisterin mit der 4-mal-100-Meter-Staffel.

## Persönliche Bestzeiten
- 100 Meter: 11,06 s (+0,9 m/s), 24. Juni 2017 in Port of Spain
  - 60 Meter (Halle): 7,52 s, 13. Februar 2016 in Baton Rouge
- 200 Meter: 23,31 s (+1,7 m/s), 24. Juni 2018 in Port of Spain